# Kraj
Kraj är en administrativ term som närmast kan översättas till region eller provins. Begreppet används i Ryssland, Tjeckien och Slovakien.